# Memoriale al soldato sovietico di Ržev
Il Memoriale al soldato sovietico di Ržev (in russo Ржевский мемориал Советскому солдату?) è un monumento e memoriale dedicato ai caduti sovietici della battaglia di Ržev del 1942 sito su una collina artificiale a Ržev, nell'oblast' di Tver'.
Il monumento è stato progettato da Konstantin Fomin e realizzato tra il 2018 e il 2020, venendo inaugurato il 30 giugno 2020.
Il suo elemento principale è una statua bronzea, alta circa 25 metri, ritraente un soldato sovietico in posizione eretta, con l'uniforme composta da una tunica e da una tenda portatile mentre impugna un PPŠ-41. La porzione inferiore della tunica si trasforma in uno stormo di 35 gru bianche siberiane che ricoprono le sottostanti strutture metalliche portanti, dando l'illusione che la statua sia sospesa in aria; tale porzione della statua è stata ispirata dalla poesia e canzone Žuravli di Rasul Gamzatov, nella quale si sostiene che i soldati caduti si siano trasformati in gru bianche.